# Harvard Business Review
Harvard Business Review được xuất bản từ năm 1922 bởi Nhà xuất bản Trường Kinh doanh Harvard, trực thuộc Trường Kinh doanh Harvard. Đây là tạp chí nguyệt san  dành cho những người hành nghề kinh doanh. Tạp chí được  viết dựa trên các nghiên cứu của các chuyên gia và học giả nổi tiếng như Clayton M. Christensen, Peter F. Drucker, Michael E. Porter, Rosabeth Moss Kanter, John Hagel III, Thomas H. Davenport, Gary Hamel, C.K. Prahalad, Vijay Govindarajan, Robert S. Kaplan, và Robert H. Schaffer. Tạp chí có số lượng độc giả lớn và nhiều người trong số đó là các nhà quản lý hay tư vấn cấp cao. Rất nhiều các thuật ngữ và khái niệm về quản trị kinh doanh như ''Toàn cầu hóa'' đã được xuất hiện lần đầu tiên trong các trang báo của tạp chí này.
Hiện tại tổng số lượng ấn bản bằng tiếng Anh của tạp chí vào khoảng 250,000 cuốn. Tạp chí cũng được phát hành bằng 11 ấn bản khác trong đó có các ấn bản bằng tiếng Trung Quốc, tiếng Ý, tiếng Đức và ấn bản bằng tiếng Anh cho các nước Đông Nam Á.